# Municipio de Harmon (Arkansas)
El municipio de Harmon (en inglés: Harmon Township) es un municipio ubicado en el condado de Washington en el estado estadounidense de Arkansas. En el año 2010 tenía una población de 1093 habitantes y una densidad poblacional de 38,95 personas por km².

## Geografía
El municipio de Harmon se encuentra ubicado en las coordenadas 36°8′55″N 94°17′41″O / 36.14861, -94.29472. Según la Oficina del Censo de los Estados Unidos, el municipio tiene una superficie total de 28.06 km², de la cual 27.94 km² corresponden a tierra firme y (0.43%) 0.12 km² es agua.

## Demografía
Según el censo de 2010, había 1093 personas residiendo en el municipio de Harmon. La densidad de población era de 38,95 hab./km². De los 1093 habitantes, el municipio de Harmon estaba compuesto por el 94.97% blancos, el 0.18% eran afroamericanos, el 1.1% eran amerindios, el 0.27% eran asiáticos, el 0.18% eran isleños del Pacífico, el 2.47% eran de otras razas y el 0.82% pertenecían a dos o más razas. Del total de la población el 4.3% eran hispanos o latinos de cualquier raza.